# ハルジオン (YOASOBIの曲)
「ハルジオン」は、日本の音楽ユニットYOASOBIの楽曲。3作目の配信限定シングルとして2020年5月11日にリリースされた。

## 概要
小説を音楽にするユニット「YOASOBI」として3作目の作品。YOASOBI初のプロの小説家とのコラボレーション楽曲であり、橋爪駿輝の小説『それでも、ハッピーエンド』を原作として作詞作曲された。今作は、ZONe IMMERSIVE SONG PROJECTとのコラボ楽曲である。

## 認定と売上
|                                | 認定 (RIAJ)        | 売上/再生回数      |
| ------------------------------ | ------------------ | ------------------ |
| ダウンロード                   | ゴールド           | 147,000 DL         |
| ストリーミング                 | トリプル・プラチナ | 300,000,000 回再生 |
| *認定のみに基づく売上/再生回数 |                    |                    |

## 収録曲
1. ハルジオン
  - 作詞・作曲・編曲：Ayase
    - 原作：橋爪駿輝『それでも、ハッピーエンド』

## タイアップ
ハルジオン
劇団ノーミーツ『むこうのくに』主題歌
任天堂『Nintendo Switch』テレビCM「自分時間篇」CMソング

## カバー
- Ayase feat.初音ミク - タワーレコードにて限定販売されたAyaseの2ndアルバム『MIKUNOYOASOBI』に収録されている[14]。